# James Naismith
James Naismith (Almonte, Canadá, 6 de noviembre de 1861-Lawrence, EE. UU., 28 de noviembre de 1939) fue un profesor de educación física, entrenador y capellán castrense canadiense. Inventó el deporte del baloncesto en 1891 y también se le atribuye el uso del primer casco de fútbol americano. Escribió las reglas originales del baloncesto, fundó el programa de baloncesto de la Universidad de Kansas y, durante su vida, pudo ver el baloncesto adoptado como un deporte de demostración en los Juegos Olímpicos de San Luis en 1904, y como deporte oficial en los Juegos Olímpicos de Berlín 1936.
Nacido en Canadá, estudió educación física en Montreal antes de mudarse a los Estados Unidos. Allí, mientras trabajaba en la Asociación Cristiana de Jóvenes (YMCA) de Springfield (Massachusetts), desarrolló el baloncesto a finales de 1891. También estudió Medicina en Denver, obteniendo su título en 1898. Ese mismo año empezó a trabajar en la Universidad de Kansas. Tras casi veinte años como profesor y entrenador de baloncesto a tiempo parcial durante los años iniciales de este deporte, fue nombrado director de los Kansas Jayhawks en 1919. Se nacionalizó estadounidense en 1925.
Las contribuciones de Naismith al baloncesto le valieron numerosos homenajes póstumos, tales como pertenecer al Salón de la Fama del baloncesto canadiense, al Salón de la Fama olímpico canadiense, al de deportes canadiense, al de leyendas del deporte de Ontario, al de deportes de Ottawa, al de deporte de la Universidad McGill, al de deportes del Estado de Kansas y al Salón de la Fama de la FIBA. El Naismith Memorial Basketball Hall of Fame de Springfield se llama así en su honor.
Naismith también fue capellán militar de la Guardia Nacional en el primer regimiento de infantería de Kansas. Enseñaba baloncesto a los soldados como un medio para controlar su exceso de energía. Sus esfuerzos ayudaron a incrementar la moral de la tropa y a disminuir el número de sanciones disciplinarias.

## Familia e infancia

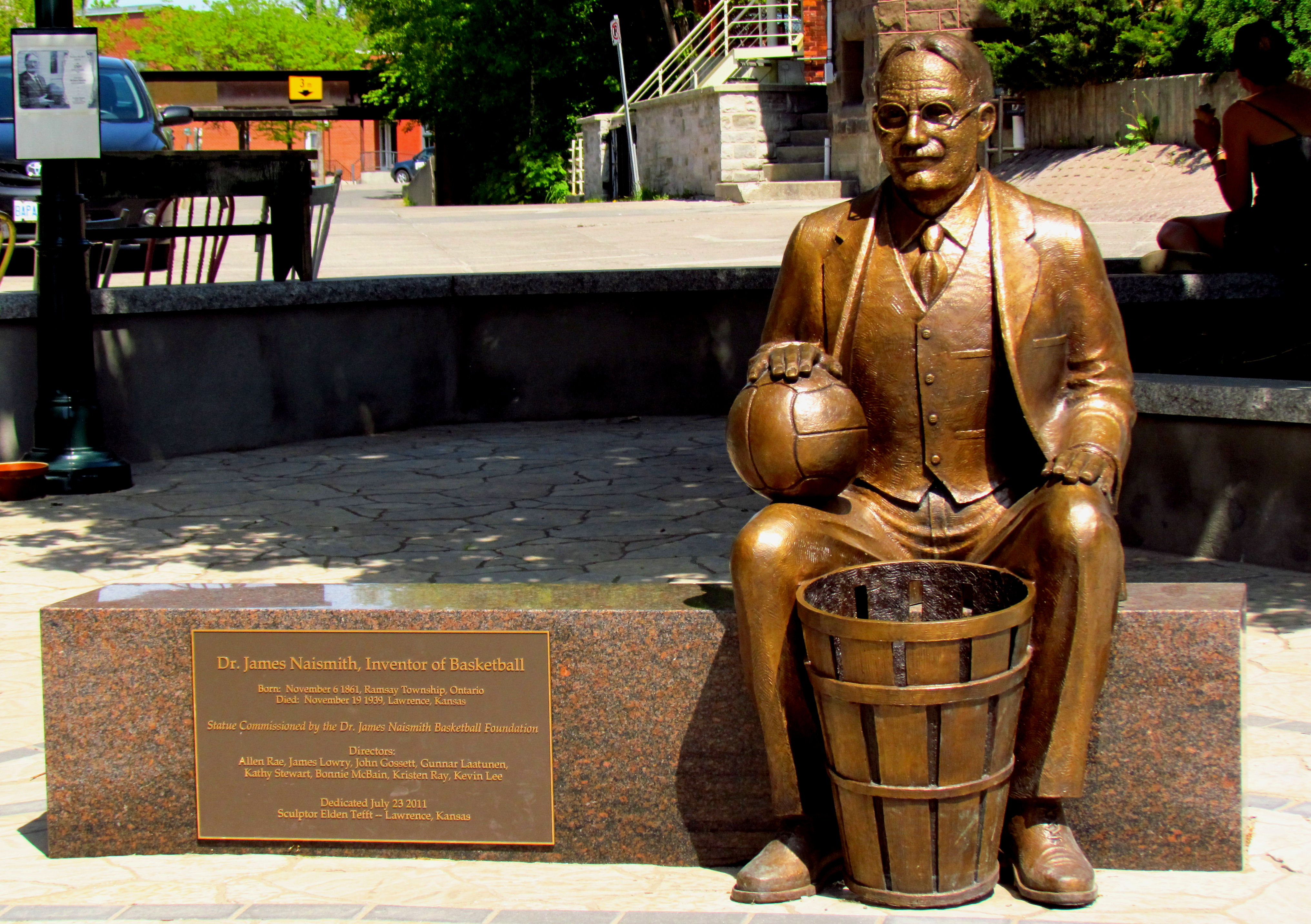
Estatua de James «Jim» Naismith, obra de Elden Tefft, inaugurada en su pueblo natal el 23 de julio de 2011.

Naismith nació en 1861 en el pueblo canadiense de Almonte, hoy en día parte de Mississippi Mills, en la provincia de Ontario.
Su padre, John Naismith, había emigrado desde Escocia a Canadá con 14 años y vivió hasta los 18 en la granja de su tío. Tras trabajar de aprendiz de carpintero durante todo un año por el salario de un dólar, se independizó como contratista de la construcción y, más tarde, se asoció con Robert Young. En 1858, se casó con Margaret, hermana de su socio, y construyó el futuro hogar de su familia en una pequeña parcela de terreno que les regaló su suegro. El 6 de noviembre de ese año, Margaret dio a luz a Annie, James nació exactamente tres años después y Robert vino a este mundo en 1866. Muy pronto, sin embargo, los tres hermanos quedaron huérfanos, pues en 1870 los padres fallecieron de fiebres tifoideas y fueron a vivir con su abuela materna y su tío Peter Young, todavía soltero.
Su nuevo hogar estaba a mitad de camino entre Bennie's Corner, donde recibió su educación primaria, y Almonte, donde comenzó su enseñanza secundaria. La distancia desde su casa era aproximadamente la misma, unos cuatro kilómetros que recorría a pie, pero en sentidos opuestos.
Además de asistir al colegio y ayudar a su madre en las tareas del campo, su ocio infantil se dedicó a los juegos habituales de la época. Uno de sus favoritos, el llamado Duck on a Rock, aunaba puntería, velocidad, fomentaba la colaboración entre los miembros de un equipo y evitaba la violencia derivada de patadas, placajes y puñetazos que se producían en otros.
El objetivo del juego consistía en derribar una pequeña piedra, llamada duck o drake, situada sobre otra más grande o sobre un tocón a poca distancia del suelo (rock). Un jugador, llamado guardián, se hallaba al lado del objetivo y era el responsable de la piedra que debía ser derribada. El resto de los jugadores se alineaba a una distancia aproximada de cinco metros y arrojaba sus piedras, de uno en uno, intentando tumbar la del guardián. Si no lo conseguían, lo que ocurría la mayoría de las veces, debían correr para recuperar su piedra, momento que podía ser aprovechado por el guardián para capturarlos e intercambiar su puesto con el jugador hecho prisionero. Si un jugador lograba el objetivo, el guardián, antes de poder apresar a nadie, debía recuperar su piedra y volverla a colocar encima de la plataforma, lo que concedía un tiempo de ventaja al resto de jugadores para poder recoger sus piedras y volver a la zona segura, su línea de lanzamiento. 
Con el tiempo, los jugadores observaron que un tiro directo, si no acertaba en la diana, les obligaba a recorrer una distancia mayor para recuperarla, concediendo al guardián más probabilidades de capturarlos. Un lanzamiento parabólico evitaba dicho inconveniente y les otorgaba la posibilidad de recuperar su piedra y volver a la zona segura dificultando la tarea del guardián. Las características de este juego infantil tuvieron una influencia decisiva en Naismith a la hora de configurar las reglas del nuevo deporte del baloncesto.

## Juventud, educación secundaria y universitaria

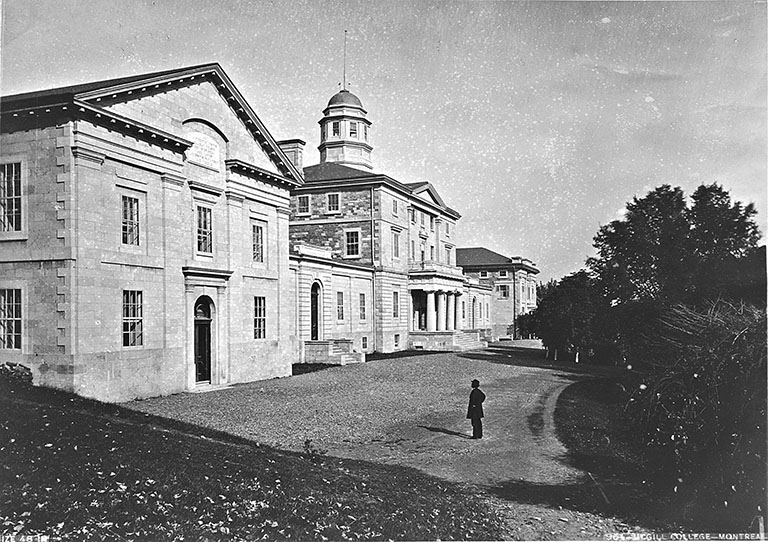
Edificio de la Facultad de Artes de la Universidad McGill hacia 1875. Allí se graduó James Naismith en 1886.

Naismith abandonó el instituto durante su segundo año para trabajar a tiempo completo en la granja y como leñador en los inviernos, cuando había menos trabajo en casa, e incluso trató de alistarse en la Policía Montada del Noroeste, aunque fue rechazado por ser demasiado joven. Finalmente, influido por su tío, retomó los estudios a los 19 años, edad a la que la mayoría de los jóvenes ya había terminado la educación secundaria. Un problema añadido fue que la dirección del instituto le obligó a repetir el primer curso que ya tenía aprobado, por lo que tuvo ir a clase con chicos de 15 años. Sin embargo, gracias a su tenacidad y esfuerzo consiguió aprobar los cuatro cursos en dos años.
Ese mismo año de 1883 superó las pruebas de ingreso en la Universidad McGill. Su tío le ofreció pagar sus estudios y sus gastos durante el invierno a cambio de que dedicara los veranos a trabajar para él en la granja. En otoño se instaló en Montreal.
Naismith había decidido realizar estudios religiosos que le capacitaran para ser sacerdote, pero antes de acceder a la Escuela de Teología debía obtener un título de grado (bachelor's degree). Fue durante esos años en Montreal en los que conoció la educación física  a través de Frederick Barnjum, director del programa atlético de McGill y figura legendaria del deporte universitario canadiense. Naismith se dedicó con notable éxito a todo tipo de actividades deportivas, destacando en fútbol canadiense, lacrosse, fútbol, gimnasia y boxeo. En dos ocasiones recibió la medalla Wickstead como reconocimiento al mejor atleta de la Universidad.
Durante las vacaciones de Navidad de 1884 Naismith vivió otra tragedia familiar. Su hermano Robert, Robbie, de dieciocho años de edad por entonces, enfermó el día de Nochevieja y se acostó con un espantoso dolor de estomágo. A la mañana siguiente, Robbie murió de apendicitis.

## Teología y educación física

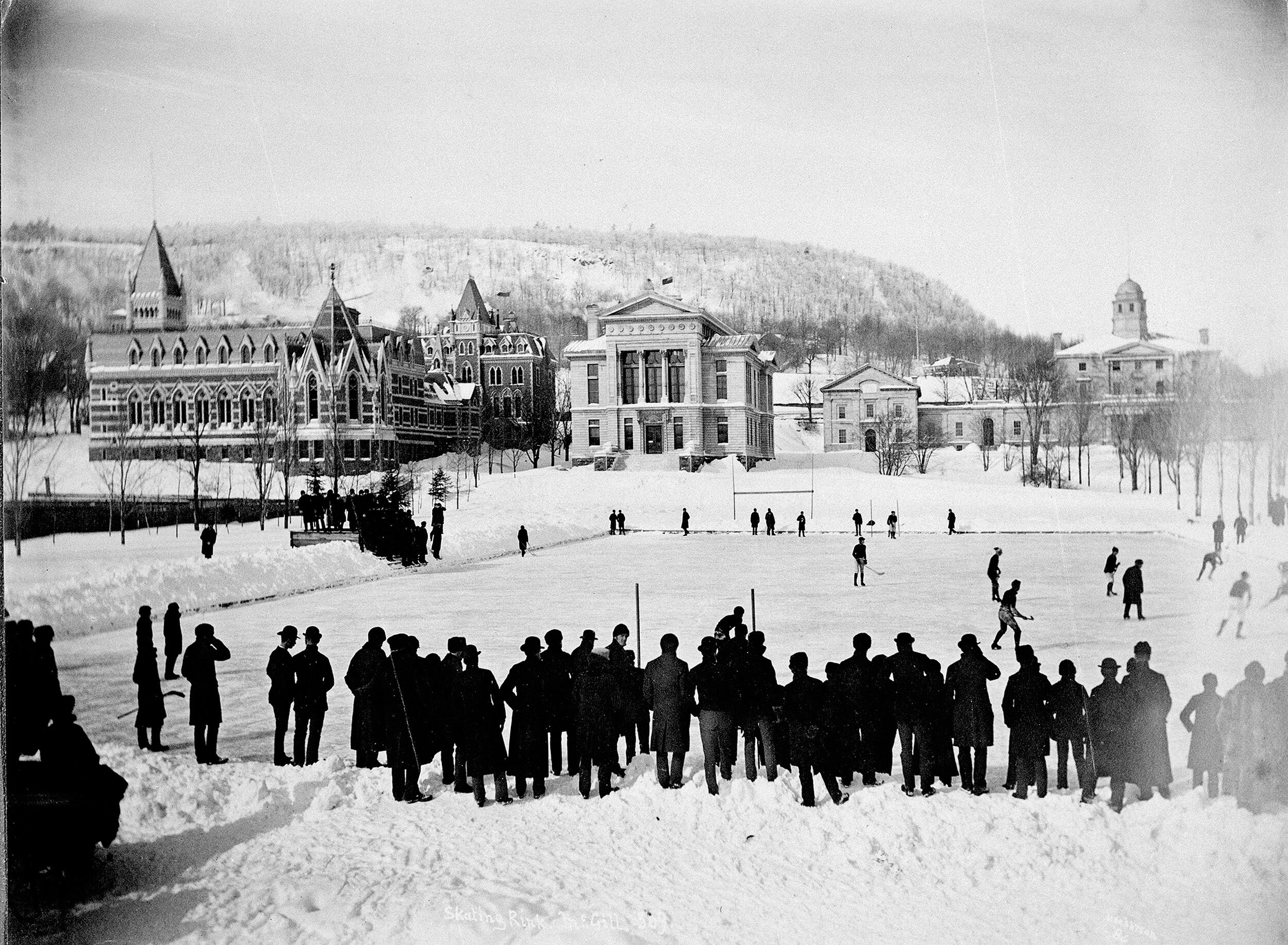
Disputa de un partido de hockey sobre hielo en la Universidad McGill en 1884. Al fondo, la Escuela de Teología (i), el museo Redpath (c) y la Facultad de Artes (d).

El 30 de abril de 1887, Naismith recibió su título de Bachelor of Arts gracias al cual pudo matricularse plaza de instructor de gimnasia a tiempo parcial y enseguida se convirtió en uno de los profesores de atletismo más reputados de la Universidad. En 1890 murió Frederick Barnjum y se le ofreció su plaza de director de educación física, trabajo que desempeñó hasta 1891 y para el que designó como su asistente a Robert Tait McKenzie, su amigo de la infancia. La dedicación y el esfuerzo que prodigaba en sus tareas y aficiones deportivas no constituían un obstáculo para culminar con éxito sus estudios en el seminario: El mismo año que ocupó el puesto de Barnjum terminó el curso como segundo de su clase, lo que le supuso como recompensa una beca de cincuenta dólares. Sin embargo, tanto sus profesores como sus familiares consideraban inapropiada para un futuro clérigo su afición desmesurada al atletismo.
Meditó mucho su decisión y pidió consejo a familiares, amigos y profesores. Terminó sus estudios de teología y obtuvo su grado el 18 de abril de 1890. Cumplido dicho requisito ya podía aspirar a ser nombrado pastor de una comunidad. Sin embargo, dedicó los meses de verano a visitar varios centros de la YMCA en Canadá y Estados Unidos y terminó su periplo siendo contratado como profesor de educación física en el centro que dicha asociación tenía en Springfield (Massachusetts), donde realizó también una maestría. Finalmente, decidió que, si su objetivo en la vida iba a consistir en procurar una mejor educación para los jóvenes, su trabajo podría ser más efectivo y alcanzar a un mayor número de personas dedicándose a la educación física que siendo pastor de una parroquia.

## Springfield: ¿el primer casco de fútbol americano?

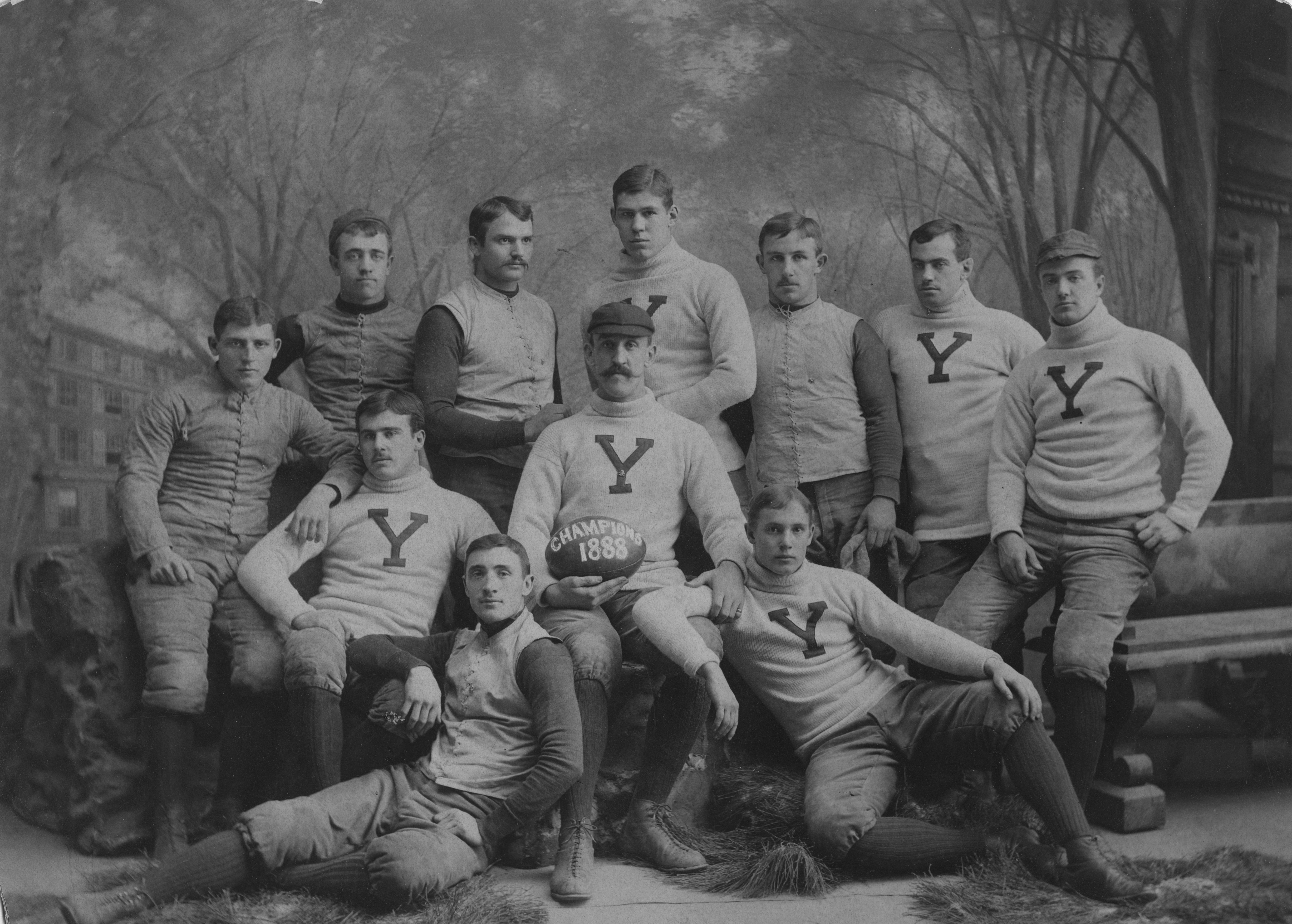
Amos Alonzo Stagg (primero por la izquierda) con sus compañeros del equipo de fútbol de Yale en 1888

Luther Gulick, el director del departamento de educación física de la International YMCA Training School, en la actualidad Springfield College, le causó desde su primera entrevista una grata impresión. Allí coincidió también con una de las figuras históricas del fútbol estadounidense, Amos Alonzo Stagg. Eran casi de la misma edad, se llevaban apenas seis meses de diferencia, ambos se habían graduado en teología y compartían las mismas ideas sobre la importancia de la cultura física en la educación de los jóvenes. Gulick decidió formar un equipo de fútbol en la temporada 1890-1891. Stagg, extraordinario atleta proveniente de Yale que había sido elegido como el mejor ala cerrada del primer equipo de fútbol universitario All-American de la historia en 1889, fue designado como entrenador. Naismith, junto con otros doce compañeros del total de cincuenta y siete matriculados en la maestría de educación física, fue seleccionado para jugar en la posición de centro debido, según le confesó Stagg, a que era capaz de hacer «las cosas más infames de la forma más caballerosa».
Precisamente, durante esa temporada, Naismith inventó el primer casco de fútbol americano para proteger su oreja de coliflor. En realidad, no se trataba de un casco, sino más bien de una ancha tira de franela cosida y colocada alrededor de la cabeza de forma que le cubriera bien sus orejas. Para evitar que se le cayera, iba sujeta con dos correas, una por debajo de la barbilla y otra por la parte superior de la cabeza. Aunque objeto de burla por parte de jugadores y espectadores, su gorro le proporcionó cierta protección y a Naismith se le atribuyó el mérito de crear el predecesor del moderno casco de fútbol americano.

## Springfield: la invención del baloncesto
Durante la primavera y el verano del noreste de Norteamérica no había ningún problema para jugar al fútbol, al béisbol o practicar atletismo. Sin embargo, cuando llegaba el invierno, los jóvenes deportistas no tenían más opciones, si querían mantenerse en forma, tenían que entrenarse a cubierto. El problema consistía en que la gimnasia, la calistenia y otros ejercicios similares les resultaban aburridos. Fue entonces cuando a James Naismith se le ocurrió inventar el baloncesto y sus 13 reglas.

## Carrera como entrenador
Naismith se mudó a la Universidad de Kansas, en 1898, continuando sus estudios en Denver, convirtiéndose en profesor y el primer entrenador de baloncesto en una escuela.
Dejó un gran legado como entrenador en la historia de este deporte. Dirigió a Forrest "Phog" Allen, quien luego se convertiría en uno de los entrenadores más ganadores en la historia del baloncesto universitario de los Estados Unidos y su sucesor en Kansas. Phog Allen fue entrenador de Dean Smith y Adolph Rupp, los dos entrenadores más ganadores en la historia del baloncesto universitario masculino (entre los dos suman seis campeonatos de la NCAA). Adolph Rupp fue a su vez entrenador de Pat Riley, uno de los más ganadores en la historia de la NBA, poseedor de cinco campeonatos. Dean Smith fue entrenador del miembro del salón de la fama Larry Brown y del famoso jugador Michael Jordan.
A finales de los años 1930 Naismith tuvo un desempeño destacado en la formación de la National Association of Intercollegiate Basketball, que más tarde se convertiría en la National Association of Intercollegiate Athletics.
En agosto de 1936, durante los Juegos Olímpicos de Berlín 1936, fue nombrado presidente honorario de la FIBA.

## Datos personales
Naismith se casó con Maude Sherman en 1894 y tuvo cinco hijos con ella. Se naturalizó ciudadano estadounidense el 4 de mayo de 1925. Después de la muerte de Maude, ocurrida en 1937, se casó con Florence Kincade el 11 de junio de 1939. Justo ese mismo año, falleció por una hemorragia cerebral en Lawrence. Está enterrado junto a su primera esposa, en esa ciudad cuna de la Universidad de Kansas donde él fue profesor y entrenador de baloncesto.
Ha sido honrado muchas veces en EE. UU., Canadá y en muchos otros países. El 17 de febrero de 1968 abrió sus puertas el Naismith Memorial Basketball Hall of Fame, nombrado en su honor, en Springfield.

## Reglas del baloncesto escritas por James Naismith

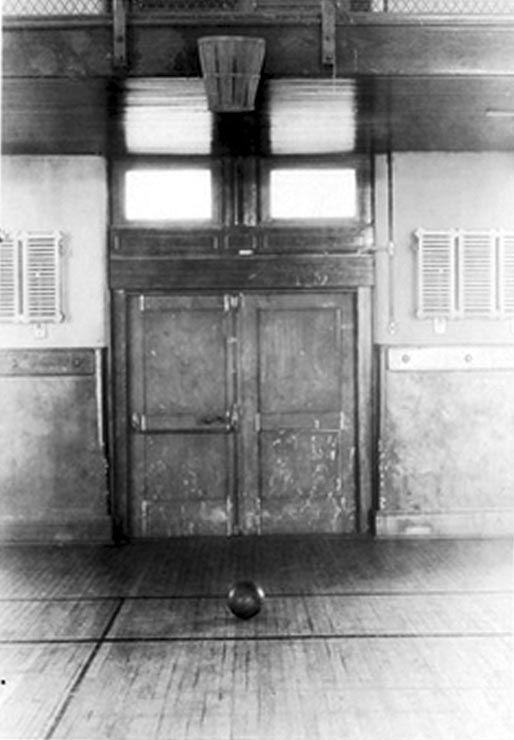
Imagen de la primera pista utilizada para jugar al baloncesto en el Springfield College de Massachusetts. Puede verse la cesta de melocotones utilizada como canasta.

1. El balón puede ser lanzado en cualquier dirección con una o ambas manos hacia arriba.
2. Un jugador no puede correr con el balón, pero puede dar dos pasos como máximo o saltar en un pie.
3. El jugador debe lanzarlo desde el lugar donde lo toma.
4. El balón debe ser sujetado con una o entre las dos manos. Los brazos o el cuerpo no pueden usarse para sujetar esta.
5. No se permite cargar con el hombro, agarrar, empujar, golpear o zancadillear a un oponente. La primera infracción a esta norma por cualquier persona contara como una falta, la segunda lo descalificará hasta que se consiga una canasta, o, si hay una evidente intención de causar una lesión, durante el resto del partido. No se permitirá la sustitución del infractor.
6. Se considerará falta golpear el balón con el puño, las violaciones de las reglas 3 y 4, y lo descrito en la regla 5.
7. Si un equipo hace tres faltas consecutivas (sin que el oponente haya hecho ninguna en ese intervalo), se contará un punto para sus contrarios.
8. Los puntos se conseguirán cuando el balón es lanzado o golpeado desde la pista, cae dentro de la canasta y se queda allí. Si el balón se queda en el borde y un contrario mueve la cesta, contará como un punto.
9. Cuando el balón sale fuera de banda, será lanzado dentro del campo y jugado por la primera persona en tocarlo. En caso de duda, el árbitro lanzará el balón en línea recta hacia el campo. El que saca dispone de cinco segundos. Si tarda más, el balón pasa al oponente.
10. El árbitro auxiliar, umpire, sancionará a los jugadores y anotará las faltas, avisará además al referee (árbitro principal, véase siguiente punto) cuando un equipo cometa tres faltas consecutivas. Tendrá poder para descalificar a los jugadores conforme a la regla 5.
11. El árbitro principal, referee, juzgará el balón y decidirá cuándo está en juego, dentro del campo o fuera, a quién pertenece, y llevará el tiempo. Decidirá cuándo se consigue un punto, llevará el marcador y cualquier otra tarea propia de un árbitro.
12. El tiempo será de dos mitades de 15 min con un descanso de 5 minutos entre ambas.
13. El equipo que consiga más puntos será el ganador y el otro el perdedor.